# Fischbach bei Nürnberg
Fischbach bei Nürnberg (amtlich Fischbach b.Nürnberg) ist ein Gemeindeteil der kreisfreien Stadt Nürnberg (Statistischer Stadtteil 9 – Östliche Außenstadt, Statistischer Bezirk 96). Bis zum 30. Juni 1972 war Fischbach eine Gemeinde.

## Geographie

### Gemarkung
Die Gemarkung Fischbach liegt teils im Gemeindegebiet von Nürnberg, teils im gemeindefreien Gebiet Fischbach. Sie hat eine Fläche von 24,167 km² und ist in 7107 Flurstücke aufgeteilt, die eine durchschnittliche Fläche von 3400,05 m² haben. In ihr liegen neben dem namensgebenden Ort die Gemeindeteile Altenfurt, Birnthon und Moorenbrunn.

### Lage
Fischbach liegt im Südosten Nürnbergs im Lorenzer Reichswald und wird vom Fischbach durchflossen. Begrenzt wird der Ort vom Lorenzer Reichswald im Westen und Norden, der Bundesautobahn 9 im Osten und der Bundesstraße 4 im Süden und Südwesten. Nachbargemeinden sind (dem Uhrzeigersinn folgend und im Norden beginnend) die im Landkreis Nürnberger Land liegenden gemeindefreien Gebiete Forsthof und Fischbach sowie der Stadtteil Altenfurt.
|           | Forsthof (gemeindefreies Gebiet)            |                                   |
|           | Kompassrose, die auf Nachbargemeinden zeigt | Fischbach (gemeindefreies Gebiet) |
| Altenfurt |                                             |                                   |

## Geschichte

### Ortsgeschichte
1339 wurde Fischbach mit dem Namen „Fischpekken“ erstmals urkundlich erwähnt. In Fischbach wurde im Zuge der Erschließung des Reichswaldes um Nürnberg durch Reichsdienstmannen ein Zeidelgut angelegt. Als Burgmannen der Burggrafen von Nürnberg waren die 1330 erstmals erwähnten „Vischebekken von Vischebach“ ab 1339 mit der Burghut auf der Nürnberger Reichsburg belehnt. Sie gerieten um 1350 in Überschuldung und mussten ihre Besitzungen an die Reichsstadt verkaufen. Ihr wahrscheinlicher Sitz dürfte sich an der Stelle des Harsdorfschen Sitzes befunden haben.
Das Dorf wurde während der Fehde zwischen der Stadt Nürnberg und dem Markgrafen Albrecht Achilles von Brandenburg-Ansbach 1449 von den Truppen des Pfalzgrafen in Brand gesteckt. Im Zweiten Markgrafenkrieg wurde es erneut niedergebrannt. Dabei wurden auch das Harsdorf’sche Schloss und das Pellerschloss völlig zerstört. Im Dreißigjährigen Krieg war Fischbach ebenfalls der Brandschatzung und Plünderung ausgesetzt. Nach dem Krieg siedelten sich dort zahlreiche österreichische Exulanten an.
Gegen Ende des 18. Jahrhunderts gab es in Fischbach 32 Anwesen und ein Gemeindehirtenhaus und eine Gemeindeschmiede. Es gab 24 Untertansfamilien. Das Hochgericht hatte die Reichsstadt Nürnberg, was vom brandenburg-ansbachischen Oberamt Burgthann bestritten wurde. Die Dorf- und Gemeindeherrschaft hatten die Nürnberger Eigenherren von Harsdorf und von Scheurl gemeinsam ausgeübt. Grundherren waren
- Brandenburg-Ansbach (Kastenamt Burgthann: 1 Wildmeisterhaus, 1 Zollhaus);
- die Reichsstadt Nürnberg (Waldamt Laurenzi: 1 Gut);
- Nürnberger Eigenherren (von Harsdorf: 1 Herrensitz, 2 Halbhöfe, 4 Güter, 4 Köblersgüter, 2 Köblershäuser, 1 Schulhaus, 1 Wirtshaus; von Peller: 1 Herrensitz, 2 Häuser; von Scheurl: 1 Herrensitz, 1 Zeidelgut, 1 Halbhof, 2 Gütlein, 1 Köblersgütlein; von Stromer: 1 Viertelhof, 1 Gütlein, 1 Köblersgütlein; von Viatis: 1 Herrensitz, 1 Forsthaus).[11]

Von 1797 bis 1808 unterstand der Ort dem Justiz- und Kammeramt Burgthann. 1806 ging Fischbach an das Königreich Bayern über. Im Rahmen des Gemeindeedikts wurde 1808 der Steuerdistrikt Fischbach gebildet. Zu diesem gehörten Altenfurt, Birnthon und Netzstall. Im selben Jahr entstand die Ruralgemeinde Fischbach mit den Orten Altenfurt und Birnthon. Sie war in Verwaltung und Gerichtsbarkeit dem Landgericht Altdorf zugeordnet (1879 in das Amtsgericht Nürnberg umgewandelt) und in der Finanzverwaltung dem Rentamt Altdorf (1919 in Finanzamt Altdorf umbenannt). In der freiwilligen Gerichtsbarkeit unterstanden die Anwesen verschiedenen Patrimonialgerichten. Ab 1862 gehörte Fischbach zum Bezirksamt Nürnberg (1939 in Landkreis Nürnberg umbenannt). Die Finanzverwaltung wurde 1928 vom Finanzamt Nürnberg-Ost übernommen. 1931 wurde der Ort und die Gemeinde nach Fischbach bei Nürnberg umbenannt. Ab 1933 wurde auf dem Gemeindegebiet die Julius-Streicher-Siedlung gegründet (1945 in Moorenbrunn umbenannt). Die Gemeinde hatte 1964 eine Gebietsfläche von 4,273 km².
Zwischen der Regensburger Straße und Fischbach wurde im Ersten Weltkrieg ein Lager für russische Kriegsgefangene eingerichtet; das Gebiet wird seither Russenwiese genannt.
Im Zweiten Weltkrieg befand sich dort von Oktober 1942 bis August 1943 ein als Arbeitserziehungslager (AEL) bezeichnetes Straflager der Gestapo. Die Haftbedingungen waren mit einem Konzentrationslager der SS vergleichbar. Nach der Zerstörung durch den Luftangriff im August 1943 wurde das Lager nach Langenzenn im Landkreis Fürth verlegt.
Die beiden Fischbacher Bombennächte am 10./11. und 27./28. August 1943 durch starke britische Bomberverbände galten sowohl dem Gestapo-Lager als auch einer in der Nähe stationierten 8,8 cm-FLAK-Batterie.

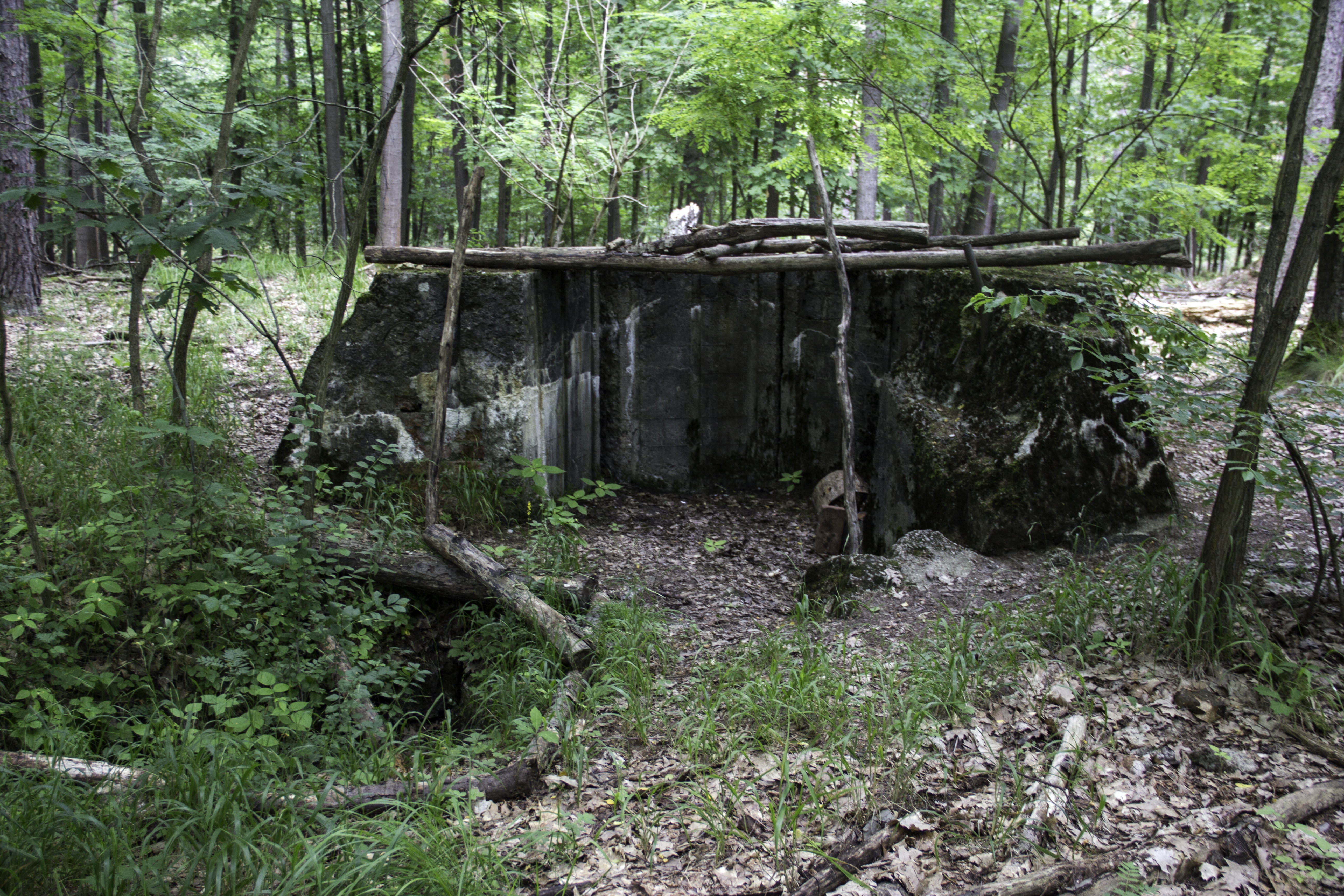
Flak-Stellung bei Fischbach im Zweiten Weltkrieg

Nach Kriegsende gab es ab 1947 die sogenannte Moll-Bahn nach Fischbach. Diese schmalspurige Bahn wurde gebaut, um große Mengen von Schutt aus der zu 90 % zerstörten Nürnberger Altstadt in ein dafür ausgewiesenes Waldgebiet bei Fischbach zu transportieren und dort endzulagern. Für die bis zu 18 Dampfloks gab es ein eigenes Betriebswerk auf dem heutigen FCN-Gelände. Die Streckenführung bei Fischbach änderte sich häufig, um einen möglichst gleichmäßigen Schutteintrag in den Wäldern zu gewährleisten und keinen weiteren weithin sichtbaren Berg wie den Silberbuck oder den Föhrenbuck am Hafen aufzutürmen. 1950 stellte die Schuttbahn ihren Betrieb ein.
Am 1. Juli 1972 wurde die Gemeinde Fischbach mit ihren Gemeindeteilen Altenfurt, Birnthon und Moorenbrunn im Rahmen der Gebietsreform in Bayern nach Nürnberg eingemeindet.

### Herrensitze

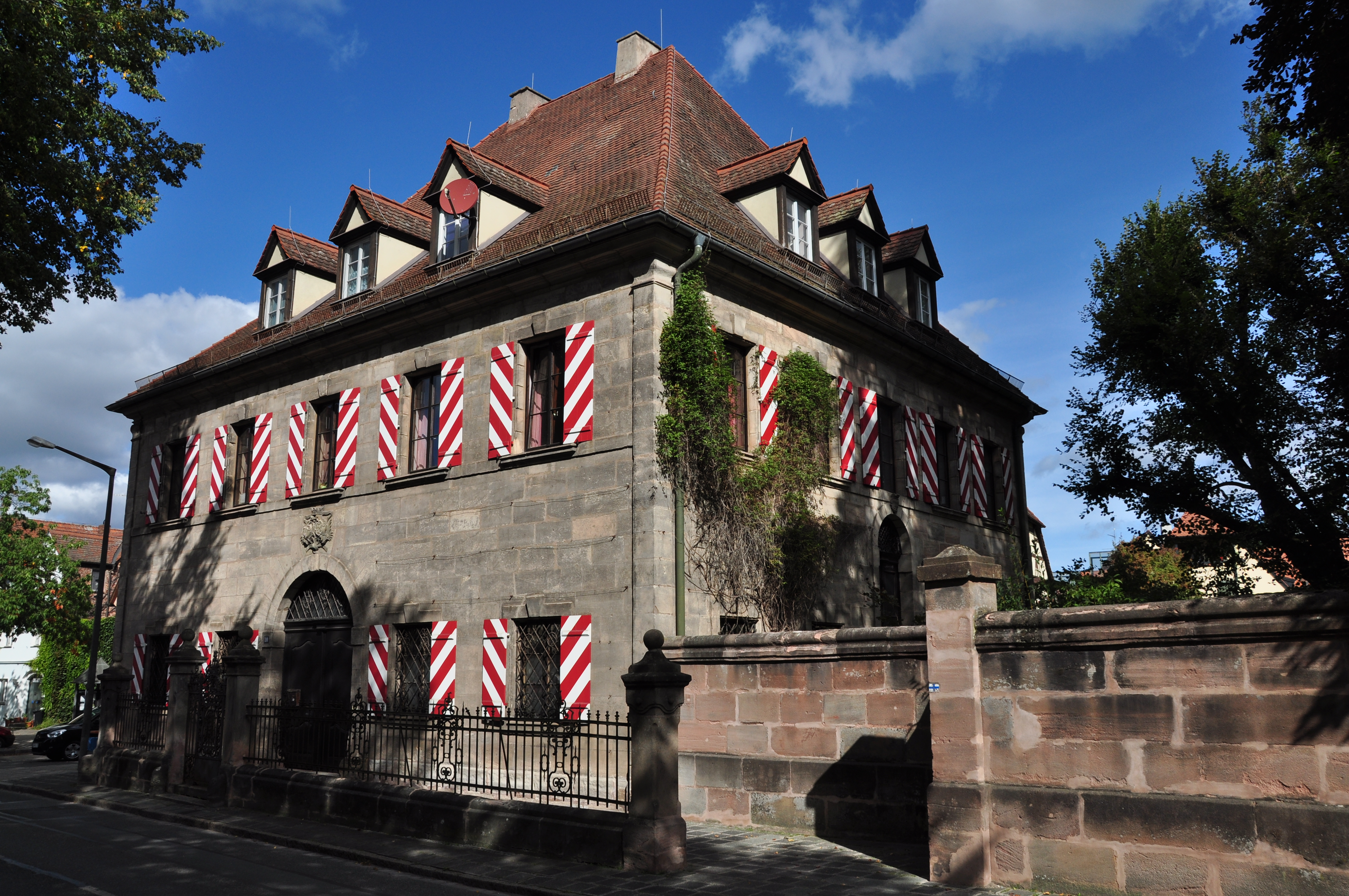
Harsdorf’sches Schloss

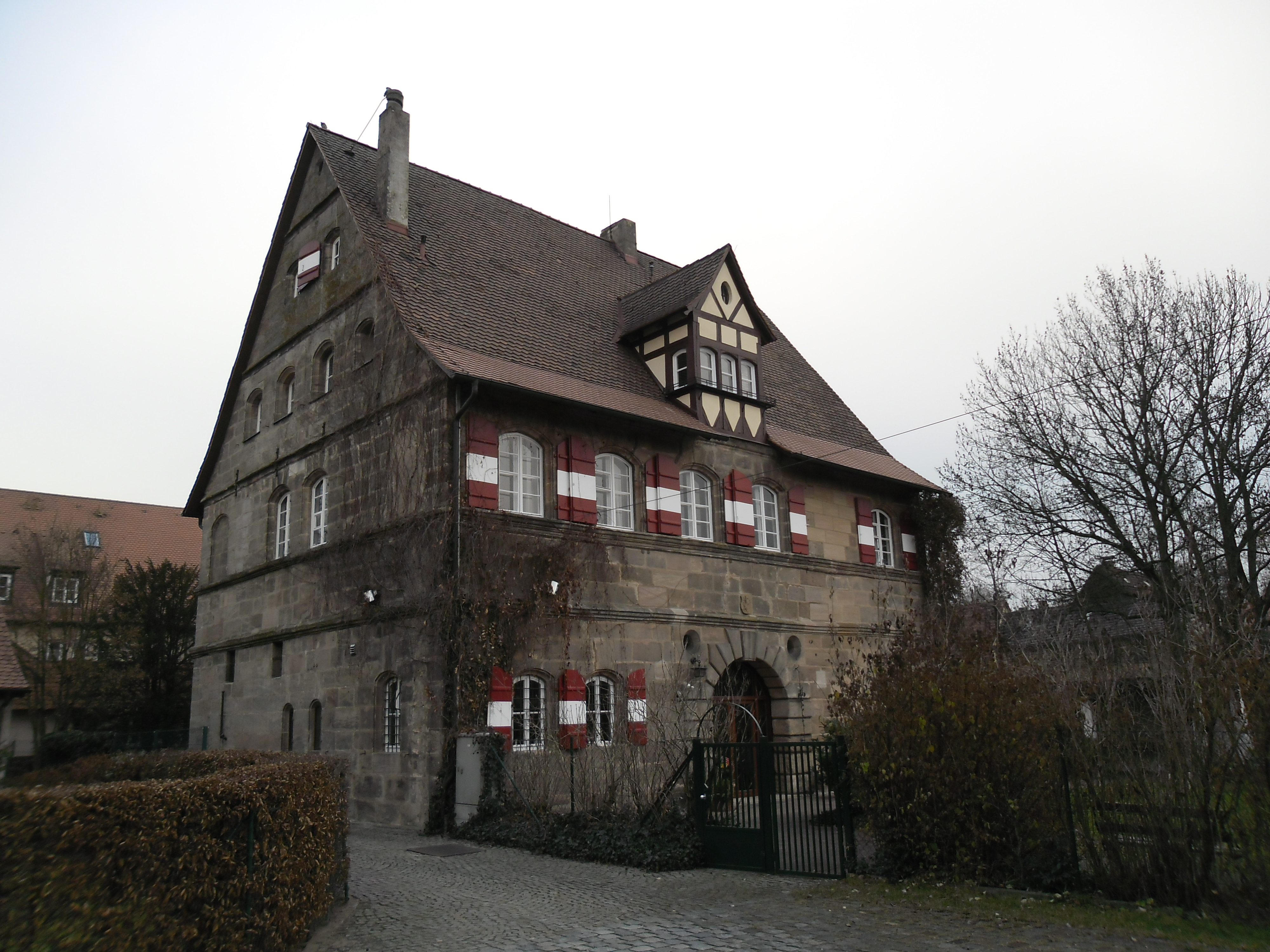
Scheurl’sches Schloss

Fischbach wies, wie Mögeldorf und Erlenstegen, eine Dichte an Herrschaftsbauten von Familien des Nürnberger Patriziats auf:
- Das „Harsdorfsche Schloss“, Fischbacher Hauptstraße 197/199, wurde 1405 von Veit Pfinzing an seinen Schwager Karl Holzschuher verkauft. 1515 öffneten Karl Holzschuhers Enkel Pankraz und Hans ihren Sitz der Stadt Nürnberg. Von Hans und Sebastian Holzschuher erwarben 1537 Wolf, Peter und Christoph Harsdörffer das Schloss, das sich noch heute im Besitz der später zu Freiherren Harsdorf von Enderndorf erhobenen alten Nürnberger Patrizierfamilie befindet. Beim erneuten Wiederaufbau nach 1553 erhielt das so genannte „alte“ Schloss unter Wiederverwendung vorhandener Bauteile seine heutige Gestalt. Auf dem Gelände des alten Sitzes und an der Stelle des alten baufälligen Stadels an der Straße errichtete in den Jahren nach 1771 der Nürnberger Landpfleger Jobst Christoph Harsdorfer (1721–1786) das Neue Schloss. 1943 wurden beide Häuser durch Bombentreffer schwer beschädigt, jedoch wieder restauriert.
- Das „Scheurlsche Schloss“, Fischbacher Hauptstraße 164/166, lag auf einem alten Zeidelgut des Lorenzer Waldes und war daher ein Reichslehen. Um 1369 angeblich im Besitz der Rummel, gelangte es später an Sebald Holzschuher (gestorben 1483). Ein Herrenhaus ist 1497 beim Verkauf an Michael Behaim erwähnt, dessen Sohn Friedrich ihn 1517 der Reichsstadt Nürnberg öffnete. Als weitere Besitzer folgten 1532 Anton Koberger, ein Sohn des bekannten Buchdruckers und Verlegers Anton Koberger, bei dem u. a. 1493 die Schedelsche Weltchronik herauskam, der aber noch im selben Jahr in Fischbach starb. 1535 erwarb der Humanist und Nürnberger Ratskonsulent Christoph II. Scheurl den Sitz für die Witwe seines 1531 ermordeten Bruders Albrecht. Seitdem befindet sich das Schloss im Besitz der bekannten Patrizierfamilie, die 1884 zu Freiherren Scheurl von Defersdorf erhoben wurde. Das Haus hat sich in der Form erhalten, die es nach der Zerstörung von 1552 erhielt. Den Zugang bildet ein 1729 errichtetes zweigeschossiges Sandstein-Torhaus mit dem Scheurl-Wappen über dem Korbbogentor.
- Das „Pellerschloss“, Pellergasse 3a, zählt zu den wenigen in ihrer Bausubstanz erhaltenen Beispielen eines typischen Herrensitzes des 16. Jahrhunderts. Auf einem nur mit Schießscharten versehenen steinernen Fuß ruhen zwei vorkragende Fachwerk-Obergeschosse mit Satteldach und Zwergwalm, schräg gestellte Stützbalken betonen den ausladenden Oberbau. Das Chörlein war in die Holzkonstruktion eingeplant. Über dem Stichbogeneingang an der Nordseite findet sich das Wappen der 1870 ausgestorbenen Patrizierfamilie Peller von Schoppershof, die das Schloss ab 1687 besessen hat. Es war einst von einem heute aufgefüllten Wassergraben umgeben. Es gehörte im Laufe der Zeit einer Reihe von Patrizierfamilien. Heute gehört es der Stadt Nürnberg; in der Erdgeschosshalle werden Trauungen durchgeführt, die Räume können für Veranstaltungen angemietet werden.
  - Ein abgegangener Herrensitz stand in der Fischbacher Hauptstraße 152. Hans Mayenschein „öffnete“ ihn 1548 der Reichsstadt Nürnberg. Vermutlich im Zweiten Markgrafenkrieg 1552/53 zerstört, wurde das Herrenhaus wohl nicht wieder aufgebaut und sank zu einem bäuerlichen Anwesen herab, das der Grundherrschaft der Nürnberger Patrizierfamilie Nützel und seit 1747 der Stromer unterstand. 1686 gelangte es an Johann Friedrich Scheurl  (1639–1713), der es wieder zu einem Herrensitz ausbaute. Dieser war noch 1792/95 im Besitz der Familie, kam aber spätestens in der ersten Hälfte des 19. Jahrhunderts in bürgerliche Hände und wurde vor 1939 abgebrochen.
- Ein weiterer abgegangener Herrensitz war das „Kleine Schlösschen“ in der Tolstoistraße 5–9, gegenüber dem Pfarrhaus. Frühester Besitzer soll 1542 der Nürnberger Bürger Hans Hübner gewesen sein. Neben dem Herrensitz besaß er in Fischbach zwei Schankstätten, drei Höfe und zwei Güter und zählte damit nach Wolf Harsdorfer und vor Christoph Scheurl zu den größten Grundbesitzern am Ort. Das Herrenhaus wurde im Zweiten Markgrafenkrieg in Mitleidenschaft gezogen, stand aber 1560 offenbar bereits wieder in großen Teilen. Es kam danach um 1600 an die Geuder und um 1650 bis 1763 an die Ebner. Danach kam er an Hieronymus Bartholomäus Viatis (Nachfahre des Bartholomäus Viatis). Es folgten verschiedene bürgerliche Besitzer bis zum Abbruch des ehemaligen Herrensitzes 1938.

### Einwohnerentwicklung

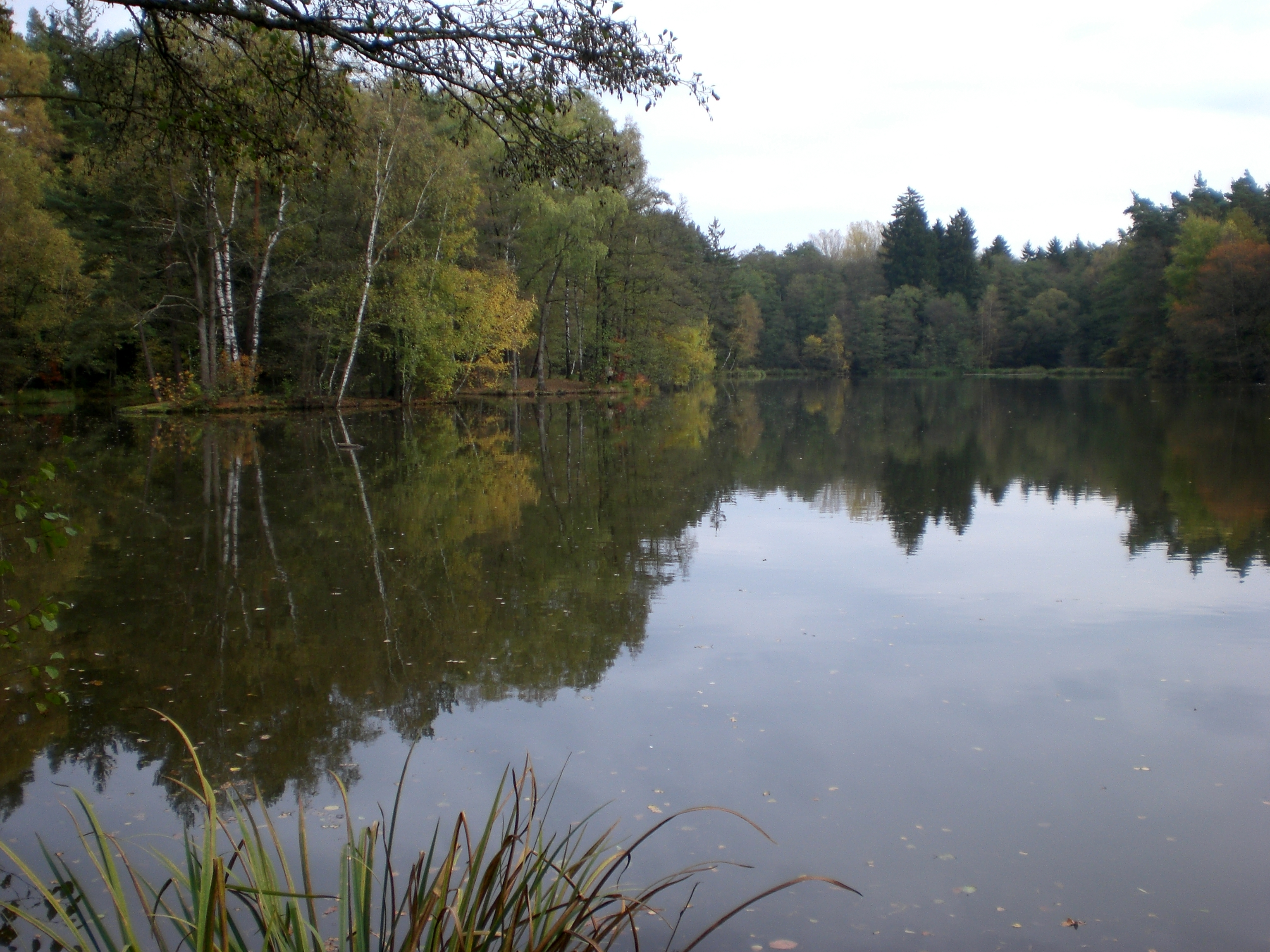
Eisweiher Fischbach

Gemeinde Fischbach
| Jahr      | 1818   | 1840   | 1852   | 1855   | 1861   | 1867   | 1871   | 1875   | 1880   | 1885   | 1890   | 1895   | 1900   | 1905   | 1910   | 1919   | 1925   | 1933   | 1939   | 1946   | 1950   | 1952   | 1961   | 1970   |
| Einwohner | 392    | 454    | 519    | 504    | 534    | 553    | 607    | 555    | 564    | 565    | 572    | 761    | 695    | 745    | 788    | 797    | 1081   | 1456   | 3811   | 4823   | 5416   | 5936   | 8572   | 12033  |
| Häuser    | 76     | 65     |        |        |        |        | 90     |        |        | 93     | 94     |        | 106    |        |        |        | 165    |        |        |        | 675    |        | 1282   |        |
| Quelle    | [ 21 ] | [ 22 ] | [ 15 ] | [ 15 ] | [ 23 ] | [ 24 ] | [ 25 ] | [ 26 ] | [ 27 ] | [ 28 ] | [ 29 ] | [ 15 ] | [ 30 ] | [ 15 ] | [ 31 ] | [ 15 ] | [ 32 ] | [ 15 ] | [ 15 ] | [ 15 ] | [ 33 ] | [ 15 ] | [ 16 ] | [ 34 ] |

Ort Fischbach
| Jahr      | 001818 | 001840 | 001861 | 001871 | 001885 | 001900 | 001925 | 001950 | 001961 | 001970 | 001987 | 001997 | 002015 |
| Einwohner | 322    | 375    | 429    | 487    | 472    | 585    | 722    | 1791   | 3034   | 4037   | 4132   | 4543   | 5073   |
| Häuser    | 58     | 52     |        |        | 74     | 85     | 103    | 222    | 475    |        | 989    |        |        |
| Quelle    | [ 21 ] | [ 22 ] | [ 23 ] | [ 25 ] | [ 28 ] | [ 30 ] | [ 32 ] | [ 33 ] | [ 16 ] | [ 34 ] | [ 35 ] | [ 8 ]  | [ 1 ]  |

### Wappen
Blasonierung: „In Blau ein goldener Schrägwellenbalken, belegt mit einem schwimmenden blauen Fisch“.
Wappengeschichte: Das Wappen wurde von 1961 bis zur Eingemeindung 1972 geführt und geht auf ein Siegel aus dem späten 19. Jahrhundert zurück.

## Religion

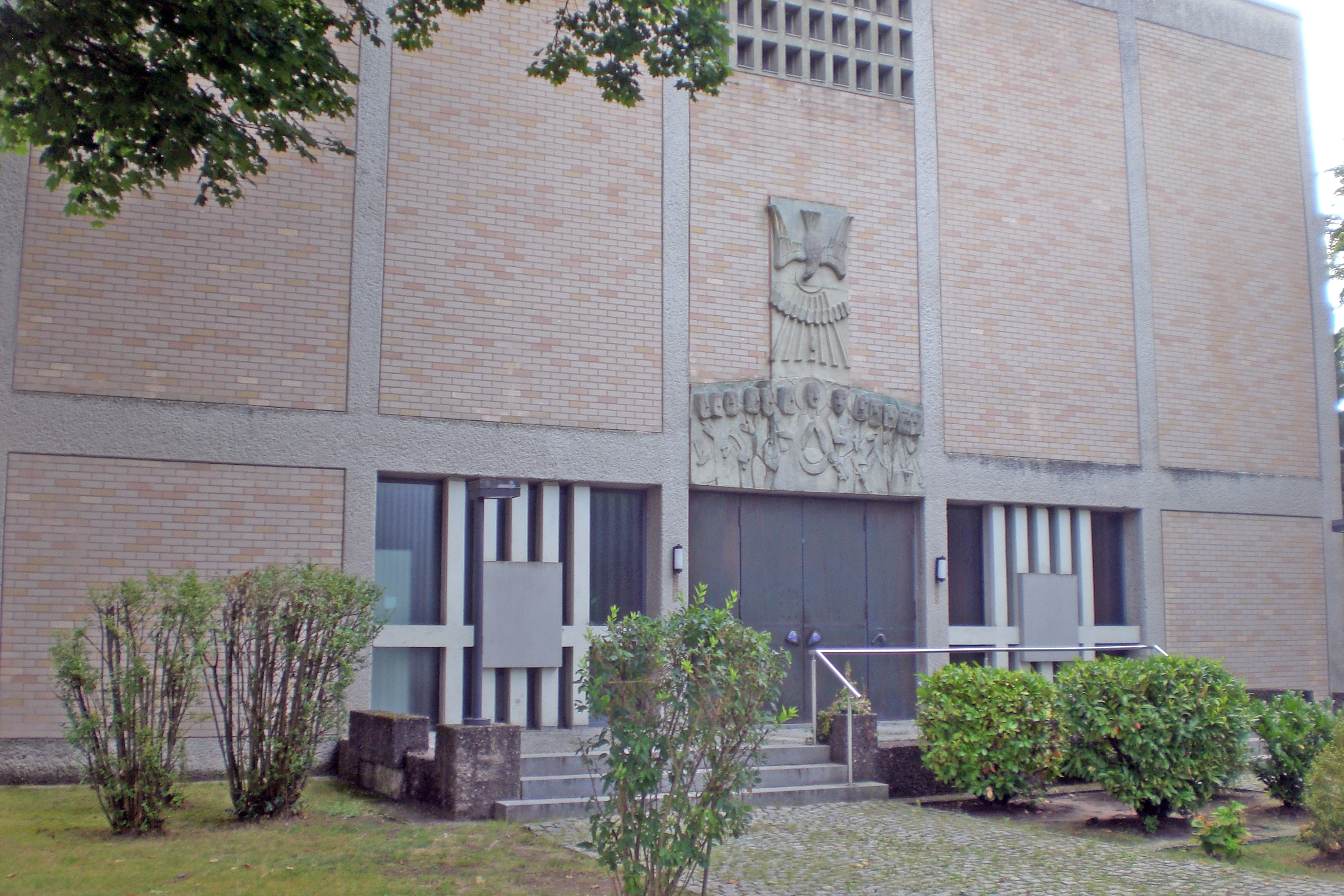
Heilig Geist (2024)

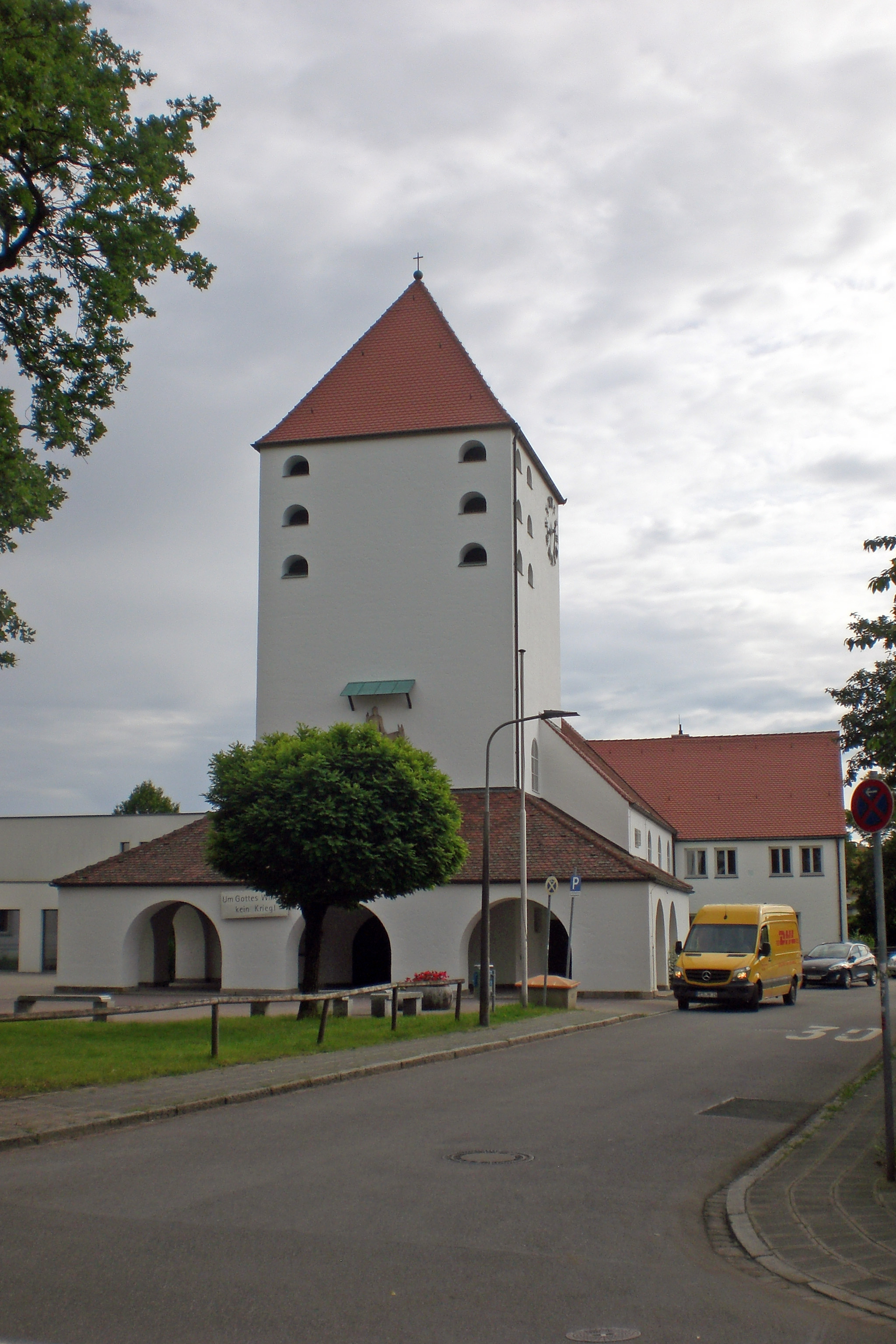
Die Auferstehungskirche in Fischbach (2024)

Fischbach ist seit der Reformation evangelisch-lutherisch geprägt und Sitz der Pfarrei St. Marien (seit 1933 Auferstehungskirche). Die Einwohner römisch-katholischer Konfession sind nach Heilig Geist gepfarrt.

## Kultur und Sehenswürdigkeiten

### Baudenkmäler
In Fischbach gibt es 20 Baudenkmäler:
- An der Bahnlinie 5, 6: Bahnhof
- Fischbacher Hauptstraße 121: Ehemaliges Rathaus
- Fischbacher Hauptstraße 122: Katholische Pfarrkirche Hl. Geist
- Fischbacher Hauptstraße 169, 176: Wohnstallhäuser
- Fischbacher Hauptstraße 172: Scheurl’sches Schloss mit Torhaus und Nebengebäuden
- Fischbacher Hauptstraße 180: evangelische Pfarrkirche St. Marien
- Fischbacher Hauptstraße 181, 189: Wohnhäuser
- Fischbacher Hauptstraße 186: Gasthaus
- Fischbacher Hauptstraße 187: Bäckerzeichen
- Fischbacher Hauptstraße 197: Harsdorf’sches Schloss: Altes und Neues Schloss, Vogthaus und Park mit Einfriedung
- Fischbacher Hauptstraße 202: Gasthaus „Zum Roten Ochsen“
- Fischbacher Hauptstraße 233: Forsthaus mit Waschhaus, Stallgebäude und Einfriedung
- Fontanestraße 2: Autobahnmeisterei
- Förstergäßchen 1: Evangelisch-Lutherische Auferstehungskirche
- Hutbergstraße 3: Wohnstallhaus mit Backofen
- Pellergasse 3a: Pellerschloss mit Nebengebäuden, Park und Einfriedung
- Steinkreuz, Grenzstein und Kriegerdenkmal

### Tourismus, Freizeit und Veranstaltungen

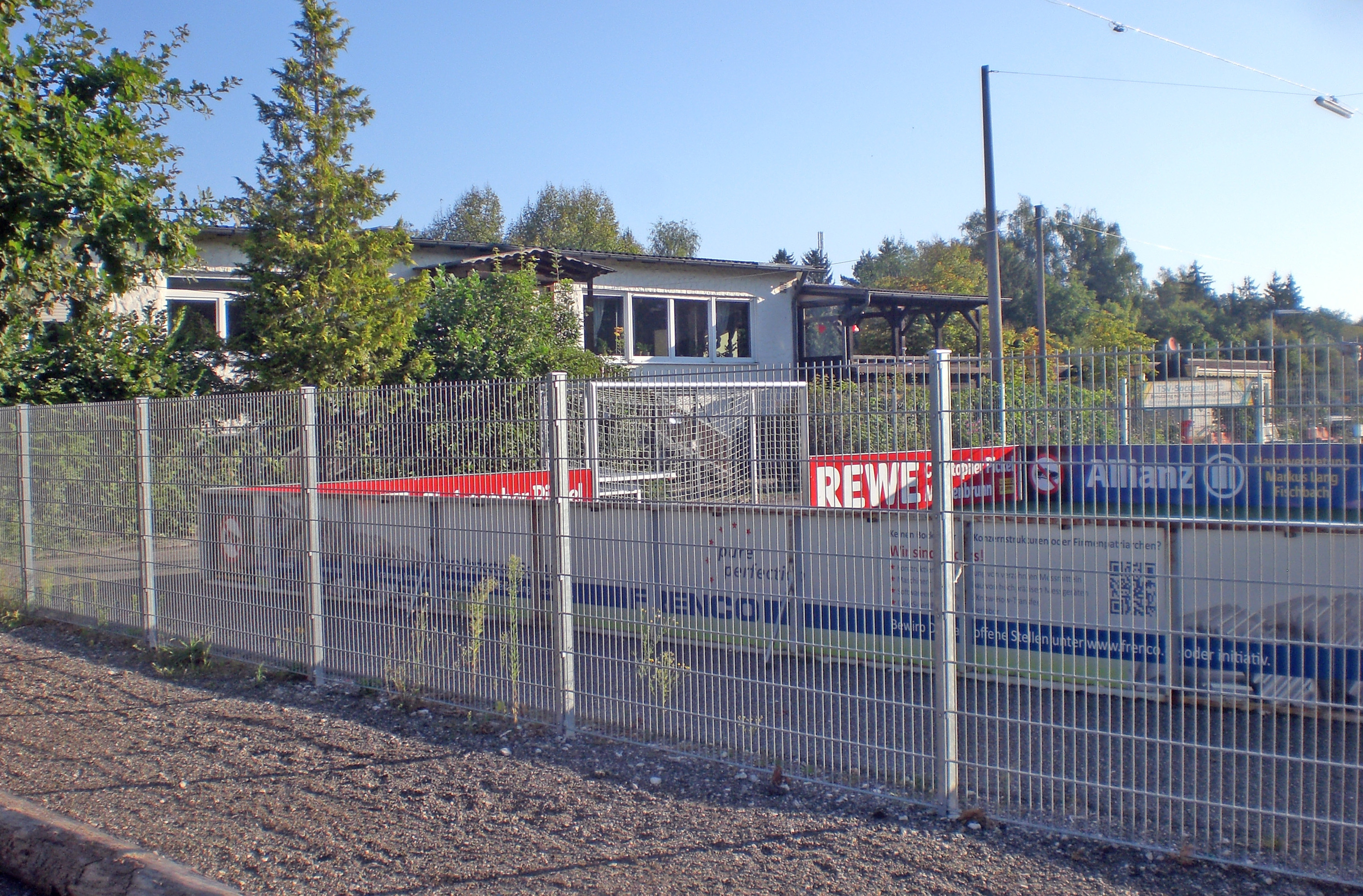
Sportgelände (2024)

Im jährlichen Turnus werden in Fischbach zahlreiche Veranstaltungen ausgerichtet, wie Osterfeuer, Feuerwehrfest, Gewerbeschau, Aufführungen der Theatergruppe, Ortsteil-Kärwa und Weihnachtsmarkt.
Durch Fischbach führen zahlreiche Rad- und Wanderwege. Nahtouristische Ziele in der Gegend sind z. B. Felsenkeller, Schüsselstein, Sandsteinfelsen Froschstein, Eisweiher, Holzweiher und des Steinkreuz Hautastein bei Fischbach.
Seit den 2010er Jahren erholen sich die Schwarzwildbestände in den Wäldern um Fischbach allmählich; seither werden wieder regelmäßig Jagdgesellschaften organisiert, um Flurschäden vorzubeugen.
In einem Neubau mit 3.200 m² Fläche entstand bis Mai 2024 mit dem Silberhorn Classics ein Automobilmuseum. Es soll als Ausstellungszentrum für mobile Zeitgeschichte, Geschichte der Marke BMW und der Nürnberger Motorradindustrie dienen.
Fischbach verfügt über ein Sportgelände (TSV Fischbach) und einen Reiterhof.

## Infrastruktur

### Öffentliche Einrichtungen

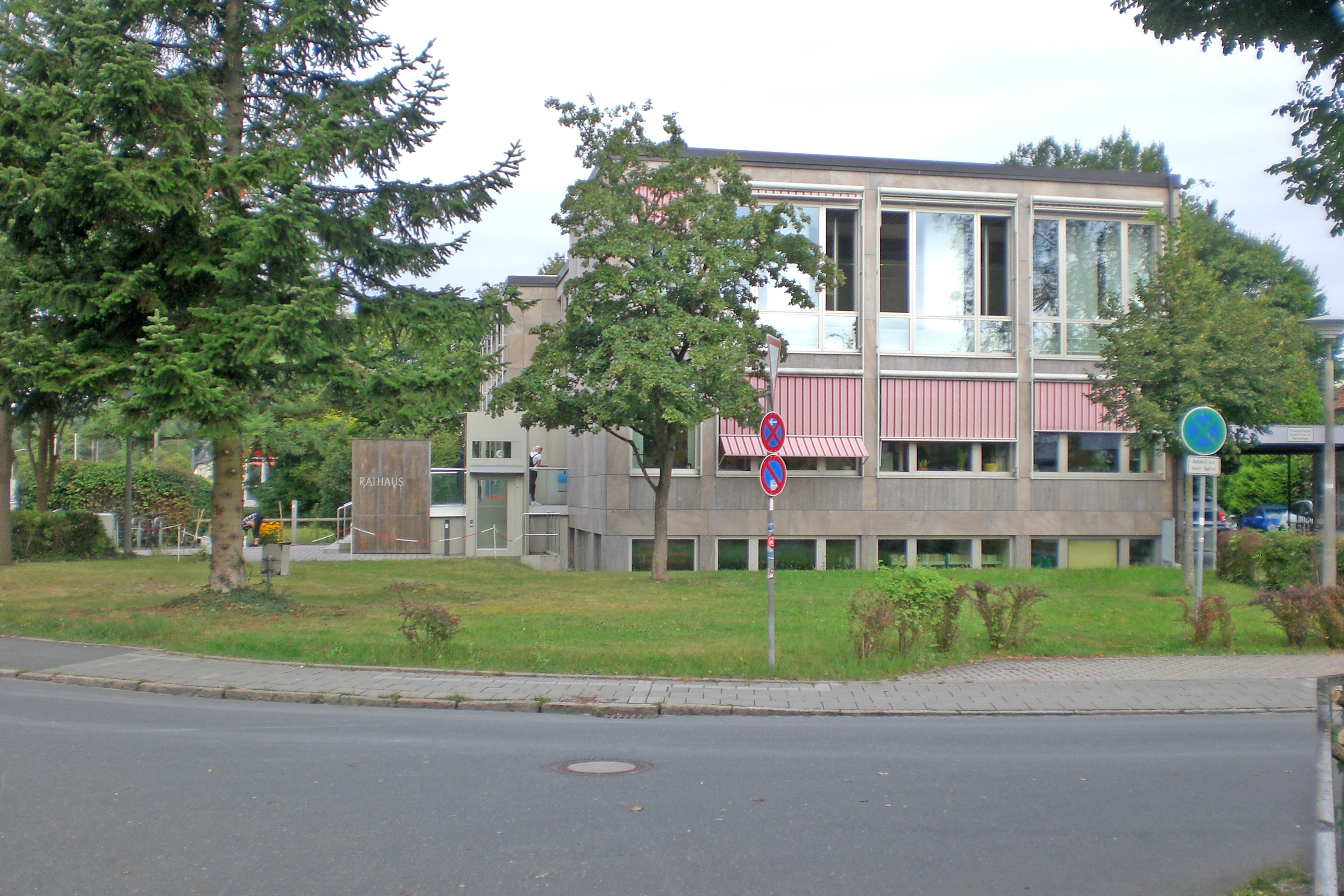
Rathaus Fischbach (2024)

In Fischbach ist der Sitz des Bürgeramts Ost, das nahezu alle Dienstleistungen des Einwohneramtes anbietet. Zusätzlich verfügt der Ort über eine Stadtteilbücherei und eine Grundschule. Bis Sommer 1993 konnte man auch eine Teilhauptschule im Gebäude der jetzigen Grundschule besuchen, diese ging bis zur 6. Klasse.

### Verkehr
Durch Fischbach verläuft von West nach Ost die Kreisstraße N 5 als Fischbacher Hauptstraße. Diese bindet den Ort im Westen an die B 4 (Regensburger Straße) und von ihr aus über die Anschlussstelle Nürnberg-Fischbach (AS 52) an die A 9 an; die AS 52 Nürnberg-Fischbach führt direkt ins Autobahnkreuz Nürnberg-Ost, wo auch Anschluss an die A 6 besteht. Im Osten geht die N 5 an der Stadtgrenze in die LAU 13 über, die über Birnthon nach Altdorf führt.
Fischbach wird durch die Stadtbuslinien 54, 56 und 59 erschlossen, die auf unterschiedlichen Linienwegen zu den U-Bahnhöfen Langwasser Mitte und Langwasser Süd fahren. Am Wochenende verbindet der Nightliner N4 Fischbach mit dem Hauptbahnhof und Brunn. An der Bahnstrecke Nürnberg–Feucht befindet sich der barrierefreie Haltepunkt Fischbach (b Nürnberg) der Nürnberger S-Bahnlinie S 3.

## Persönlichkeiten

### Söhne und Töchter der ehemaligen Gemeinde
- Georg Philipp Harsdörffer (1607–1658), Barockdichter und Heraldiker